# Éducation artistique et culturelle en France
Si les deux notions d'éducation artistique et culturelle et d'enseignement artistique spécialisé relèvent également du système éducatif français, les règles qui les régissent sont définies soit par le ministère de l'Éducation nationale, de l'Enseignement supérieur et de la Recherche, soit par le ministère de la Culture et de la Communication, soit conjointement par les deux tutelles.
De même, ces systèmes d'éducation et d'enseignements sont mis en œuvre au sein d'établissements ou de structures dépendant, pour ce qui concerne le secteur public, soit des collectivités territoriales (Écoles, collèges, lycées, conservatoires, etc.) soit, essentiellement pour l'enseignement supérieur, de l'un ou l'autre des deux ministères de tutelle (universités, CEFEDEM, CFMI, écoles d'arts, conservatoires supérieurs, etc.).

## Définition
Il s'agit, pour la première de ces notions, de l'apport, dès l'enfance, d'un socle commun de connaissances et de compétences dans l'ensemble des domaines de l'art et de la culture inscrits dans la culture humaniste, développé durant toute la scolarité de l'école maternelle à l'université, et ainsi défini par le Code de l'éducation :
« La culture humaniste permet aux élèves d'acquérir tout à la fois le sens de la continuité et de la rupture, de l'identité et de l'altérité. (…) La culture humaniste contribue à la formation du jugement, du goût et de la sensibilité. Elle enrichit la perception du réel, ouvre l'esprit à la diversité des situations humaines, invite à la réflexion sur ses propres opinions et sentiments et suscite des émotions esthétiques. Elle se fonde sur l'analyse et l'interprétation des textes et des œuvres d'époques ou de genres différents. Elle repose sur la fréquentation des œuvres littéraires (récits, romans, poèmes, pièces de théâtre), qui contribue à la connaissance des idées et à la découverte de soi. Elle se nourrit des apports de l'éducation artistique et culturelle. En donnant des repères communs pour comprendre, la culture humaniste participe à la construction du sentiment d'appartenance à la communauté des citoyens, aide à la formation d'opinions raisonnées, prépare chacun à la construction de sa propre culture et conditionne son ouverture au monde. 

Les élèves doivent : 
(…)
- être préparés à partager une culture européenne : 
- par une connaissance des textes majeurs de l'Antiquité (l'Iliade et l'Odyssée, récits de la fondation de Rome, la Bible) ; 
- par une connaissance d’œuvres littéraires, picturales, théâtrales, musicales, architecturales ou cinématographiques majeures du patrimoine français, européen et mondial (ancien, moderne ou contemporain) ; 
Les élèves doivent être capables : 
(…)
- de lire et utiliser différents langages, en particulier les images (différents types de textes, tableaux et graphiques, schémas, représentations cartographiques, représentations d'œuvres d'art, photographies, images de synthèse) ; 
- de situer dans le temps les événements, les œuvres littéraires ou artistiques, les découvertes scientifiques ou techniques étudiés et de les mettre en relation avec des faits historiques ou culturels utiles à leur compréhension ; 
- de faire la distinction entre produits de consommation culturelle et œuvres d'art ; 
- d'avoir une approche sensible de la réalité ; 
- de mobiliser leurs connaissances pour donner du sens à l'actualité ; 
La culture humaniste que dispense l'école donne aux élèves des références communes. Elle donne aussi à chacun l'envie d'avoir une vie culturelle personnelle par la lecture, par la fréquentation des musées, par les spectacles (cinéma, théâtre, concerts et autres spectacles culturels) ou par la pratique d'une activité culturelle, artistique ou physique. Elle a pour but de cultiver une attitude de curiosité pour les productions artistiques, patrimoniales et contemporaines, françaises et étrangères. 
Elle développe la conscience que les expériences humaines ont quelque chose d'universel. »
— 

## Historique de l'Éducation artistique et culturelle
- supplément d'âme ou statue sur le socle ?

Entre la Révolution et la IIIe République, la part du sensible, de l'imaginaire, du questionnement critique mais aussi de la démocratisation de l'accès à l'art sont oubliées dans l'œuvre de démocratisation de l'enseignement menée par Guizot puis par Ferry.
En 1880, bien que chargé des Beaux-Arts, Jules Ferry ministre de l'Instruction publique, introduira des éléments du dessin, du modelage et de la musique en dernière position des programmes officiels de l'école primaire, juste après les… travaux d'aiguille des jeunes filles.
En 1959, la direction générale des Arts et Lettres qui comprend la direction des musées, le service de l'enseignement et de la production artistique, sous-direction des spectacles et de la musique, la direction de l'architecture et des archives de France, jusqu'alors attribution du ministre de l'Éducation nationale, est transférée à André Malraux. Le Ministre d'État, chargé des Affaires culturelles a pour mission de rendre accessibles les œuvres capitales de l'humanité au plus grand nombre, d'assurer la plus vaste audience au patrimoine culturel et de favoriser la création des œuvres d'art et de l'esprit. Se détournant de l'Éducation nationale pour ne s'intéresser qu'aux beaux-arts, Malraux ne revendiquera même pas l'enseignement du dessin et de la musique, s'interdisant par-là d'avoir une influence sur l'éducation des enfants. Pour Malraux, la mission de l'École est de conserver et éventuellement de transmettre un patrimoine du passé alors que la Culture, synonyme de plaisir contre l'ennui de l'enseignement, donne vie à ces œuvres.
Jusqu'en 1968 : n'existeront dans les programmes que les deux heures obligatoires de musique et de dessin.
1968 : Colloque Pour une école nouvelle : l'éducation artistique doit commencer à l'école primaire, s'ouvrir au monde contemporain et privilégier le contact avec les artistes. Intégrée à l'enseignement général, elle doit concerner tous les enseignants et se prolonger, hors de l'école, dans des activités culturelles.
1969 : Institution du Tiers temps pédagogique dans les écoles élémentaires, consacré aux disciplines d'éveil et à l'éducation physique.
1971 : Mise en place des conseillers pédagogiques en musique et arts plastiques dans le primaire, mise à disposition d'enseignants dans les services éducatifs des musées, extension du  tiers temps pédagogique  au second degré.
1972 : Création du baccalauréat de technicien musique F11. Une option musique est ajoutée au baccalauréat traditionnel. L'enseignement universitaire est assuré par les conservatoires nationaux supérieurs de musique.
1973 : Mise en place du 10 % pédagogique consacré à des activités éducatives choisies par les maîtres et les élèves, le programme des autres disciplines étant allégé d'autant.
1974 : Création des Classes à horaires aménagés en primaire et au collège.
1982 : Mise en place des Classes patrimoine sur le modèle des classes de neige.
1984 : Extension du principe des Classes patrimoine aux arts plastiques avec les Classes arc-en-ciel qui deviendront, en 1985, les Classes culturelles, ouvertes à tous les domaines de la création et de la culture. Ouverture des ateliers de pratiques dans une dizaine de disciplines. Institution d'une épreuve obligatoire au concours d'entrée à l'école normale pour les arts plastiques et la musique.
1985 : Les options cinéma et théâtre font l'objet d'une épreuve au baccalauréat. Ouverture des sections A3 dans ces mêmes domaines.
1991 : Lancement de l'opération Collège au cinéma.
1992 : Jumelages entre des équipements culturels sous tutelle du ministère de la Culture et les partenaires concernés par les activités des jeunes dans le temps scolaire et périscolaire.
1993 : Création, à titre expérimental, de l'option histoire des arts au lycée.
1995 : Initiation quotidienne à la musique dans le premier degré.
1999 : Dans le cadre de la réforme des lycées sont institués les ateliers d'expression artistique, à côté des enseignements artistiques facultatifs.
2001 : Mise en œuvre des Classes à parcours artistique et culturel, dans le primaire, les collèges et les lycées professionnels.
2002 : Mise en place des chartes pour une éducation au patrimoine : Adopter son patrimoine.
2005 : Installation du Haut conseil de l'éducation artistique et culturelle (HCEAC). Didier Lockwood vice-président.
2006 : Première conférence mondiale sur l'éducation artistique organisée par l'UNESCO à Lisbonne.
2012 : Signature d'une convention cadre entre l'association Orchestre à l'école, le Ministère de l'Éducation nationale et le Ministère de la Culture, pour le  développement de la pratique instrumentale collective au sein des écoles  et collèges.
2013 : Installation du nouveau HCEAC. Emmanuel Ethis, vice-président.
2016 : Présentation de la Charte de l'éducation artistique et culturelle à Avignon par le HCEAC.

## Dispositifs de l'Éducation nationale
Dans l'école, l'éducation artistique et culturelle s’appuie sur les enseignements obligatoires à l'école et au collège, sur les options au lycée, sur les dispositifs croisés et sur les projets inscrits dans le volet culturel des établissements.
Hors de l’école, elle ouvre sur des activités liées aux ressources locales. Les projets peuvent donner lieu à la conclusion de jumelages entre structures artistiques et culturelles et établissements scolaires. Ils sont intégrés aux projets éducatifs territoriaux et associent les établissements scolaires, les services de l’État et les collectivités territoriales par la signature de conventions.
Le partenariat entre enseignants et artistes concerne à la fois la pratique artistique et l’approche culturelle impliquant auprès des enseignants et des jeunes autant les professionnels de la création que ceux de la médiation et de la diffusion culturelle.

### Les programmes constitués
- À l'école

À l’école primaire, arts visuels et éducation musicale visent à développer dans un programme de trois heures hebdomadaires la sensibilité, l’imagination, la créativité ainsi que la connaissance d’œuvres significatives. L’éducation musicale est centrée sur le chant choral. La part des arts visuels est élargie, au-delà des arts plastiques, à la vidéo, au cinéma et à l’architecture.
- Au collège

De la sixième à la troisième, tous les élèves bénéficient d’une heure d’arts plastiques et d’une heure d’éducation musicale dispensées par un corps d’enseignants spécialisés prolongeant l’éducation artistique commencée à l’école primaire en développant la sensibilité, l’intelligence et les capacités d’expression et d’analyse des élèves.
- Dans les classes à horaires aménagés en musique et en danse (CHAM et CHAD)

Il s’agit d’un enseignement théorique et pratique inséré dans le cadre de la formation obligatoire et dispensé à l’école élémentaire et au collège avec le concours des conservatoires à rayonnement régional, départemental, communal ou intercommunal.
- Au lycée

Les élèves peuvent poursuivre leur formation artistique par le choix d’options. Enseignement de spécialité en série littéraire (5 heures hebdomadaires) ou option facultative dans toutes les autres séries (3 heures), ces enseignements sont évalués au baccalauréat. La mise en œuvre de certains de ces enseignements se fait en partenariat avec le ministère de la Culture. La subvention allouée par le ministère de la Culture est dédiée à l'intervention d'artistes en classe.
Parmi les élèves de la voie générale et technologique du lycée, 7 à 8 % choisissent de suivre cet enseignement dans les domaines suivants :
- - Arts appliqués (dans la voie technologique seulement),
  - Arts du cirque
  - Arts plastiques
  - Cinéma et audiovisuel
  - Danse
  - Histoire des arts
  - Musique
  - Théâtre

### Les dispositifs transversaux

#### Itinéraires de découverte
Disciplines et projets à la croisée des arts destinés aux élèves de cinquième et quatrième, les itinéraires de découvertes constituent un mode d'enseignement prenant appui sur une approche interdisciplinaire et débouchant sur des réalisations.

#### Travaux personnels encadrés
Les travaux sont liés aux programmes et donnent aux élèves des classes de première des séries générales l’occasion de mener à bien une réalisation concrète, tout en enrichissant leurs savoirs, compétences et méthodes au sein d’une collaboration avec d’autres élèves, encadrée par un enseignant qui les mène vers l’autonomie. Les thèmes nationaux des séries générales articulent au moins deux disciplines. Les TPE sont définitivement supprimés en 2020 et remplacés par un grand oral en Terminale (https://www.lemonde.fr/education/article/2019/06/10/les-tpe-disparaissent-a-20-ans-a-peine-mais-pour-une-reforme-de-l-education-c-est-un-age-respectable_5474310_1473685.html).

#### Ateliers
Les ateliers de pratique artistique existent à tous les niveaux.
À l’école élémentaire ils sont organisés avec le concours d’un professionnel de la culture validé par la DRAC, sur le temps scolaire, en présence de toute la classe et sous la responsabilité de l’enseignant, à raison d’une séance hebdomadaire en général de janvier à juin (environ 20 séances). Les élèves découvrent un secteur artistique ou patrimonial dans un cadre spécifique : musée, dépôt d'archives, bibliothèque, monument, école de musique ou beaux-arts, etc.
Au collège ils sont organisés avec le concours d’un professionnel de la culture, sous la responsabilité de l’enseignant, hors temps scolaire et s’adressent à des élèves volontaires, à raison de 2 à 3 heures par semaine. Chaque atelier est ouvert pour l’année scolaire et peut concerner un seul domaine artistique ou s’ouvrir à plusieurs.
Au lycée ils accueillent des lycéens volontaires tous niveaux confondus et sans distinction de séries. Ils reposent sur un volume horaire annuel de 72 heures-élèves. Ces heures sont placées sous la responsabilité d'un enseignant qui peut se faire épauler par certains de ses collègues. Les horaires peuvent être modulés en fonction du projet : séances hebdomadaires, journées ou semaines banalisées, formules mixtes en privilégiant, chaque fois que cela est possible, la rencontre entre plusieurs arts, autour d'une dominante.

#### Classes à projet artistique et culturel
La classe à PAC se déroule dans l’établissement avec le concours d’intervenants (artistes et professionnels des arts et de la culture), selon des horaires d’intervention situés entre huit et quinze heures par an. Elle permet une diversification au-delà des domaines traditionnels obligatoires (musique et arts plastiques) en s’ouvrant à l’architecture, au cinéma et à l’audiovisuel, la danse, le design, le goût, le livre et la littérature, le patrimoine, la photo, le théâtre. Chaque classe à  PAC est unique, elle est le résultat du partenariat entre un enseignant et un professionnel de la culture, façonnée par  les interventions et les talents des élèves.

#### Classes culturelles
Les classes culturelles permettent aux enfants de rencontrer des professionnels du secteur culturel sur les lieux de leur travail. Ce sont des classes transplantées d'une durée d'une semaine. Bien que d’une durée plus courte, elles constituent une variété de classes de découverte. Elles comprennent les classes d’initiation artistique et les classes du patrimoine (qui séjournent dans un site présentant un intérêt artistique, architectural archéologique, ethnologique, littéraire…)

#### École et cinéma, Collège au cinéma, Lycéens et apprentis au cinéma
Ces dispositifs d'éducation à l'image initiés par le Centre national de la cinématographie (CNC) sont inscrits dans un triple partenariat entre le ministère de l’éducation nationale, de l’enseignement supérieur et de la recherche, le ministère de la culture et de la communication et les collectivités territoriales et procèdent de la même démarche que les enseignements et les autres dispositifs : faire découvrir et apprécier aux élèves le cinéma en tant que proposition artistique, leur permettre de se construire une culture cinématographique et de s’approprier une pratique culturelle. Les élèves assistent à la projection d’au moins trois films par an et un projet pédagogique est développé dans la classe autour de ces projections. Ce travail peut s’enrichir de rencontres avec des professionnels du cinéma, grâce au dispositif de type classe à PAC, à l’investissement des partenaires culturels et à celui des collectivités territoriales.

#### Architecture au collège
Ce dispositif, mis en place avec la collaboration de la Direction de l'architecture et du patrimoine, fait intervenir de jeunes professionnels de l'architecture dans les classes de 5e, 4e et 3e avec les soutiens des rectorats, et des CAUE (Conseil d'architecture, d'urbanisme et de l'environnement) ainsi que des écoles d'architecture. À travers le dispositif Architecture au collège et le programme d'éducation au patrimoine architectural et urbain « Lire sa ville », des programmes de sensibilisation à l'architecture complètent les dispositifs partenariaux.

#### Jumelages
Le partenariat entre les ministères chargés de la Culture et de l’Éducation s’est concrétisé par des démarches de jumelages entre institutions culturelles (musées, centres dramatiques nationaux, fonds régionaux d’art contemporain, etc.) d’une part, et écoles et établissements scolaires, d’autre part. Lorsque les projets d'éducation artistique et culturelle qui intègrent des actions inscrites dans les dispositifs partenariaux (ateliers, classes culturelles, classes à Pac, options facultatives et obligatoires) dans des ensembles plus vastes d'initiatives ont des prolongements en dehors du temps scolaire, ils donnent lieu à des conventions avec les collectivités territoriales.

#### Chartes
Les chartes départementales de développement des pratiques vocales et du chant choral favorisent la coordination des ressources locales en conformité avec les grandes orientations nationale et doivent permettre de tendre vers une généralisation de la pratique vocale et chorale de l'enfant dès le premier degré.

## Mission éducative des structures relevant du ministère de la Culture
Les services éducatifs des établissements artistiques et culturels sont les médiateurs de la relation des artistes ou du personnel des institutions patrimoniales avec les enseignants. Ils exercent une fonction essentielle d'aide à l'élaboration de projets, d'ingénierie culturelle, d'articulation des trois pôles autour desquels se construisent les projets : 
- rapport direct aux œuvres : représentations de spectacles, expositions
- approche analytique de l'appropriation des œuvres : conférences, répétitions publiques, rencontres avec les artistes
- pratique effective dans le cadre d'ateliers

Le cahier des charges des commandes publiques ou des projets de création comprend désormais un chapitre consacré à leur accompagnement auprès des publics, en particulier les enfants et les jeunes qui peut prendre des formes diverses : 
- rencontres avec les maîtres d'œuvre,
- publication d'une documentation permettant à tout partenaire éducatif d'expliciter le projet auprès des publics d'enfants, d'adolescents ou d'enseignants

### Architecture, urbanisme, environnement
La Cité de l'architecture et du patrimoine constituée de trois départements (le musée des monuments français, l'Institut français d'architecture et le Centre des hautes études de Chaillot) propose, à travers une programmation d'expositions, de colloques, d'ateliers pédagogiques, une sensibilisation à l'architecture.
Les Conseils d'architecture, d'urbanisme et de l'environnement (CAUE) ont pour mission de développer l'information, la sensibilisation et l'esprit de participation du public dans le domaine de l'architecture, de l'urbanisme et de l'environnement. Ils développent des actions éducatives en direction des jeunes, dans le cadre d'activités scolaires, d'animation de quartier, ou de formations d'enseignants et d'éducateurs.

### Archives
Le département de l'action culturelle et éducative du Centre historique des Archives nationales (CHAN) étendu au réseau des Archives départementales a pour mission d'accueillir les élèves de l'enseignement primaire et secondaire et les étudiants des classes préparatoires et des universités pour les mettre en contact direct avec les documents d'histoire. Les rencontres ne se font pas nécessairement dans les archives, mais peuvent avoir lieu dans les établissements scolaires grâce au professeur du service éducatif qui se déplace avec sa documentation, ou par le biais d'expositions itinérantes, dans des archivobus.
Les archivistes forment les enseignants pour qu'ils jouent un rôle actif lors des rencontres des élèves avec les archives et proposent une approche plus ludique des documents.
L'offre aux scolaires se décline de la façon suivante : 
- visite du service d'archives,
- séances-ateliers portant sur la sigillographie, l'héraldique, la transcription paléographique, la calligraphie…,
- publications du service éducatif pouvant servir de base documentaire pour les enseignants,

des expositions avec dossier pédagogique, 
- ateliers qui peuvent être conçus avec les enseignants, notamment dans le cadre des classes à PAC (projet artistique et culturel),
- dossiers ou publications pédagogiques en ligne et expositions virtuelles
- archivobus circulant dans le département à la demande des écoles

### Arts plastiques
Les Fonds régionaux d'art contemporain (FRAC), Centres d'art contemporain, Artothèques et Écoles d'art proposent :
- des visites-conférences, des expositions adaptées aux différents niveaux,
- des ateliers de pratique artistique,
- des rencontres avec des artistes,
- des outils pédagogiques (mallettes, vidéos, dossiers…),
- des visites préalables d'enseignants
- des formations d'étudiants en Institut universitaire de formation des maîtres (IUFM)
- des résidences dans les écoles, les collèges ou les lycées d'artistes sensibles à ces partages de leur vie professionnelle
- des prêts d'œuvres accompagnés de présentations par leurs créateurs dans les écoles

Des Centres de formation de plasticiens intervenants (CFPI) ont été ouverts en 2000 en lien avec des écoles d'art, sur quatre sites expérimentaux : Amiens, Strasbourg, Marseille et Bourges.

### Musées
Plus de 450 musées sont dotés d'un service éducatif en mesure de formuler des réponses aux demandes des milieux scolaires et à leur mission d'assurer l'égal accès de tous à la culture. La fréquentation du jeune public génère 4 millions de visites effectuées dans le cadre scolaire, sur un total de 9 millions effectuées par les jeunes de moins de 15 ans dans l'ensemble des musées publics de France.
Ils proposent toute une gamme de propositions culturelles ou éducatives à destination des publics scolaires : venue ponctuelle, cycle de visite, lien avec des pratiques en ateliers, développement de projets partenariaux sur la durée, actions hors les murs…

### Patrimoine
- Monum, Centre des monuments nationaux

50 monuments sont dotés d'un service éducatif qui proposent un accueil structuré pour le public scolaire. L'offre éducative, organisée autour des dimensions architecturale, patrimoniale et historique s'enrichit de propositions permettant au public scolaire d'appréhender la dimension artistique et culturelle des monuments, voire d'élargir cette offre aux différents domaines artistiques, en lien avec les autres structures et équipements culturels présents sur le territoire. Ce réseau des monuments organise un accueil diversifié pour 600 000 élèves par an, selon les principes suivants :
- - proposer des visites actives du monument et des collections, complétées par des ateliers pratiques, conjuguant plaisirs de la découverte et acquisition de connaissances
  - inviter l'élève à chercher, commenter, expérimenter, favoriser le développement des facultés d'observation, d'imagination et de sens critique, aider à établir une relation personnelle et sensible avec l'architecture et les œuvres.

Dans le cadre des classes à projet artistique et culturel, les enseignants ont la possibilité de construire un projet spécifique, en partenariat avec le service éducatif du monument concerné.
- Villes et Pays d'art et d'histoire

Il existe 166 Villes et pays d'art et d'histoire dans lesquelles un animateur de l'architecture et du patrimoine, recruté en partenariat par la collectivité territoriale et le ministère de la Culture et de la Communication est chargé du développement des actions éducatives. Assisté de guides-conférenciers il est  susceptible d'accueillir des professeurs détachés par le ministère de l'Éducation nationale.
Les activités éducatives sont proposées pendant ou hors temps scolaire. La pédagogie s'articule autour de différents axes :
- privilégier une approche sensorielle de l'architecture du patrimoine et du cadre de vie
- procéder par expérimentation
- enrichir les connaissances au contact d'artistes et de professionnels
- stimuler la créativité, par la mise en pratique

Ces objectifs sont mis en œuvre, avec le concours des enseignants, dans le cadre de la visite-découverte ou à thème, de la journée associant visite et atelier pratique, de l'atelier du patrimoine ou de dispositifs particuliers : classes à Pac, classes patrimoine… En temps de loisirs, ces activités peuvent être proposées le mercredi, le samedi ou pendant les vacances scolaires. Par ailleurs, « L'été des 6-12 ans » invite les enfants et leurs parents à suivre diverses animations.

### Spectacle vivant
La plupart des structures et équipes artistiques et culturelles développent et intensifient dans le champ du spectacle vivant, musical, lyrique, théâtral et chorégraphique des partenariats avec le monde enseignant : 
- ateliers pédagogiques ponctuels ou réguliers offrant au jeune public une collaboration directe avec des artistes
- implication des élèves et des étudiants dans la production et la création de spectacles
- présentations de spectacles associées à des actions de sensibilisation en amont
- accès à des répétitions
- visites de lieux de spectacles
- rencontres et échanges avec des représentants des différents de métiers du spectacle vivant Les personnels impliqués sont éventuellement dispersés au sein des structures, et l'organisation va de la simple mise à disposition d'un enseignant à temps partiel ou complet, jusqu'à la constitution d'un véritable service avec une équipe plus importante et des moyens adaptés.

## Le Haut Conseil de l'éducation artistique et culturelle (HCEAC)
Créé en 2005, le Haut Conseil de l'éducation artistique et culturelle (HCEAC) a pour mission d'assurer la promotion des arts à l'École. Il se compose de 30 membres dont onze représentants de l'État, dix représentants des collectivités territoriales, neuf personnalités désignées en raison de leurs compétences. Il peut être consulté sur toute question relative aux orientations, objectifs et moyens des politiques d'éducation artistique et culturelle conduites par les administrations de l'État et les collectivités territoriales.